# Hip-hop Opole
Hip-hop Opole – festiwal muzyki hip-hopowej, organizowany w latach 2001–2004 w ramach Krajowego Festiwalu Piosenki Polskiej w Opolu. Lata funkcjonowania festiwalu bezpośrednio nawiązują do „złotego okresu” polskiego hip-hopu. Organizatorem pierwszego koncertu w dniu 7 czerwca 2001 roku poświęconego muzyce rap w ramach festiwalu KFPP był Hirek Wrona.
Na przestrzeni lat podczas festiwalu wystąpili najważniejsi przedstawiciele gatunku, byli to m.in. tacy wykonawcy jak: Owal/Emcedwa, Łona, O.S.T.R., Tede, DJ Deszczu Strugi, DJ Mario, Wzgórze Ya-Pa 3, Kaliber 44, Stare Miasto, JedenSiedem, Numer Raz, Pokahontaz, 3H/Warszafski Deszcz, Molesta Ewenement, Gib Gibon Skład, Fisz, Fenomen, Peja/Slums Attack, Ascetoholix, Introksynator, Mercedesu, Pijani Powietrzem oraz Lari Fari.
W 2005 roku, po załamaniu się rynku muzyki hip-hopowej, zaprzestano organizacji festiwalu. Część krajowych wykonawców hip-hopowych, nawiązująca w swej twórczości do muzyki popularnej, została uwzględniona w latach późniejszych podczas KFPP w Opolu. Wśród nich znaleźli się m.in. tacy artyści jak: Jeden Osiem L, Mezo, Verba czy Sistars.
W 2011 roku powstała społeczna inicjatywa „Jestem za przywróceniem festiwalu Hip Hop Opole w 2012 roku”. Pomysł spotkał się z pozytywnym odzewem ze strony środowiska hip-hopowego, a także organizatora pierwszego Hip-hop Opola, Hirka Wrony. Organizatorzy przedsięwzięcia nie uzyskali jednak porozumienia z władzami miasta Opole, które samodzielnie zorganizowało koncert hip-hopowy w ramach „Dni Opola 2012”. 21 kwietnia 2012 roku w Amfiteatrze Tysiąclecia wystąpili tacy wykonawcy jak: Mocne Wersy, Okoliczny Element, Pokahontaz, Abradab, CunninLynguists i Warszafski Deszcz.